# Aida dos Santos
Aida dos Santos (Algarve, 1992) es una escritora y politóloga española, autora del libro Hijas del hormigón: Historias de clasismo, sexismo y violencia en las periferias españolas. 

## Trayectoria
Perteneciente a una familia de clase obrera, es hija de portugués y española y nació en Portugal, pero se crio en diferentes lugares de España, entre ellos, vivió con sus abuelos en el madrileño barrio de Moratalaz, en el edificio conocido como El Ruedo. Se convirtió en la primera universitaria de su familia cuando, en 2010, comenzó estudios de Ciencias Políticas en la Universidad Complutense de Madrid, donde se licenció en 2014.  Está especializada en técnica cuantitativa y en cuestiones de género. Ha ganado el Premio del Centro de Excelencia Jean Monnet - Antonio Truyol en dos ocasiones, 2011 y 2014. Trabaja como técnica de investigación social aplicada y analista de datos además de colaborar con varios medios de comunicación.
A raíz de la publicación, en 2016, del libro Hijos del Hormigón donde su amigo Julio Embid describe la vida de la clase obrera de Madrid, en barrios como Aluche, Carabanchel, Usera o Villaverde, se dio cuenta de que, en general en los libros, las mujeres de estos contextos nunca estaban presentes con un estatus de trabajadoras equiparable al de los hombres y decidió ver si era posible desmontar el mito de que las mujeres de las periferias de la generación de su abuela no trabajaban. En 2021, inició el proyecto Hijas del hormigón basado en entrevistas a mujeres procedentes de las periferias de grandes ciudades de España. Comenzó entrevistando a mujeres de su entorno, pero al tratarse de un grupo bastante homogéneo, se propuso trabajar con uno más representativo. Para ello, difundió en redes sociales un formulario destinado a mujeres, con preguntas sobre los comercios y servicios de los barrios, sus condiciones económicas y los obstáculos que habían encontrado en el desarrollo de sus vidas. El proyecto cristalizó, en 2025, en el libro Hijas del Hormigón: Historias de clasismo, sexismo y violencia en las periferias españolas que recorre ámbitos de la vida pública en la que las mujeres han sido invisibilizadas, apartadas, maltratadas o acosadas, a partir de entrevistas a 175  mujeres de entre las más de mil recogidas.

## Obra
- 2025 - Hijas del hormigón: Historias de clasismo, sexismo y violencia en las periferias españolas. Editorial Debate, ISBN 9788419951298